# الحسن سعيد آدم جوس
ولد الشيخ الحسن سعيد  عام 1956م في الحكومة المحلية سُلي تَنْكَرْكَرْ في  قرية مي قيقيا، في إمارة غُمَل ولاية جيغاوا نيجيريا.

## رحلته في طلب العلم
بأخذه والده إلى قرية جوبي (Jobi) في ميغاتري لتعلم القرآن عند أحد أخواله مالم بب (Malam Babba) .
وبعد وفاة والده انتقل إلى ميدغري وأخذ القرآن في الكتاتيب وحفظه كاملا، ثم انتقل إلى جوس ليقيم عند أخيه مالم محمد رحمه الله (Baba Dan Gashuwa) .
وفي عام 1973م التحق بالمدرسة الابتدائية في جوس وحصل على شهادة الإبتدائية في مدرسة تون شيف 1980م.
كما درس في الثمانينات بكلية المعلمين للدراسات العربية كتسنا ( Arabic Teachers College Atc katsina.
وفي عام 1985م التحق بجامعة بايرو كانو وحصل على شهادة الدبلوم، ثم حصل على شهادة البكالوريوس من قسم الدراسات الإسلامية بجامعة جوس عام ١٩٩٢م، وبعد ذلك التحق بالجامعة الإسلامية بالمدينة المنورة حيث حصل على شهادة البكالوريوس مجددا من كلية القرآن الكريم عام ١٩٩٦م.
وفي عام ١٩٩٧م واصل دراسته في جامعة جوس حيث نال درجة الماجستير من قسم الدراسات العربية والإسلامية سنة ٢٠٠٢م  , ثم استمر في رحلته العلمية بجامعة عثمان بن فودي صكتو حيث حصل على درجة العالمية العالية الدكتوراه سنة  ٢٠١٣م   
أسس مدرسته الخاصة مدرسة أم القرى للدراسات الإسلامية والعربية في التسعينات وبقي مديرا لها إلى أن توفي - رحمه الله- .
أمضى حياته كلها في تعليم القرآن وتفسيره ونشره وخدمته، وكان حريصا على تعليم أولاده القرآن. وقد حفظ القرآن على يده ما يقارب ٥٠٠ شخص منهم أولاده.

#### وله نشاطات دعوية كثيرة ومتنوعة, منها:
- الإمامة والخطابة
- الوعظ في داخل الدولة وخارجها
- تنظيم الدورات والمؤتمرات وورش عمل
- مجاس تفسير أسبوعي في مسجده ( مسجد مؤسسة التفسير)
- يدرس كتاب بلوغ المرام من أدلة الأحكام أسبوعيا في مسجده
- يدرس كتاب الترغيب والترهيب للمنذري يوميا بعد الصبح في مسجده
- يدرس القرآن في حلقته حلقة أم القرى يوميا بعد الصبح
- تأسيس المدارس الإسلامية للصغار والكبار والأمهات : مثل أكاديمية السنة، وأم القرى تحفيظ والسبت والأحد، و معهد الإسلام الإبتدائية مودي نغربا جوس،ومدرسة مؤسسة القرآن جوس، وهو أول من أسس مدرسة الأمهات في جوس وتعتبر الأولى من نوعها في شمال نيجيريا.[3]

## جهوده في تفسير القرآن
ختم تفسير القرآن كاملا بلغة هوسا في جلسات كثيرة، ثم ابتدأه من جديد حتى وصل إلى تفسير قوله تعالى : ( يا أيها الذين آمنوا كتب عليكم الصيام كما كتب على الذين من قبلكم لعلكم تتقون) قبل وفاته عام ١٤٣٨هـ - ٢٠١٧م - رحمه الله رحمة واسعة- .
وتسجل دروسه التفسيرية بوسائل التسجيل المختلفة، وتنشر في الإذاعات والقنوات الفضائية.
ومن هذه المجالس ما يلي:
- أقام مجالس لتفسير القرآن في مسجد ترايمف كنو, وكان قارئه الشيخ جعفر محمود آدم - رحمه الله-.
- أقام مجالس التفسير في مدينة يولا عام ١٩٩٧م
- أقام مجالس تفسير القرآن في رحاب بيت الشيخ إبراهيم باوا ميشنكاف رحمه الله, ولما ضاق المكان أسس مسجده وسماه: " مؤسسة التفسير" واستمر بالتفسير هناك إلى أن توفاه الله.
- أقام مجالس التفسير في مسجد سلطان بللو كدونا في عامي ٢٠١٠- ٢٠١١ م , وفي زاريا عام ٢٠١٣م , كما أقام مثل هذه المجالس في بكر وأبوجا وأماكن عدة. أسأل الله أن يتقبل منه هذه  الجهود وأن يجعل سعيه سعيا مشكورا وذنبه ذنبا مغفورا[4]

## مؤلفاته
وللشيخ مؤلفات عدة أبرزها ما يلي:
- بداية الطالب في علم التجويد. ١٩٨٨م
- نصيحة الطالب للعالم الأرب
- أهمية القصص في القرآن ( إستغلال الفرص لفهم القصص) ما نشر بعد
- أحكام الجنائز
- جماعة إزالة البدعة وإقامة السنة ونشر ثقافة إسلامية ( ما نشر بعد) بحث لنيل درجة العالمية العالية دكتوراه[5]

## شيوخه
dتلقى العلم علي أيدي كثير من العلماء من نيجيريا و من المملكة العربية السعودية،  من أبرزهم:
- الشيخ إسمائيل إدريس رحمه الله
- الشيخ خالد السبت
- الشيخ محمود سيبويه
- الشيخ سليمان خزي
- الشيخ محمد القرشي
- الشيخ محمد العواجي
- الشيخ علي نصار
- الشيخ عبدالحكيم قادر
- الشيخ عبدالرؤف رضوان وغيرهم كثير.[5][6]

## تلاميذه
لقد تتلمذ على يدي الشيخ عدد من العلماء الذين برزوا في العلم لاحقا والذين تولوا  بعض المناصب الحكومية، من أشهرهم :
- الشيخ الدكتور محمد الثاني عبد الله جوس
- الشيخ الحافظ شيهو سليمان
- الشيخ عبدالرزاق حيفن
- الشيخ الحافظ ثاني أحمد
- المحامي أحمد غرب
- الحافظ أبوبكر آدم
- الحافظ ميكائيل أشفا ميكائيل - رحمه الله-
- د أبوبكر علي باما
- الحافظ صالح إبراهيم
- الحافظ ثاني آدم ماتو
- الحافظ أمين ندوني
- الشيخ الدكتور تكر آدم المنار
- مالم إبراهيم أحمد
- الشيخ إبراهيم إدريس
- الحافظ أمين نوح
- مالم نوح عمر نوح
- الحافظ محمد كبير كفي
- غوني محمد آدم القاضي
- الشيخ محمد نور خالد أبوجا
- الحافظ أول بلا كفي
- الحافظ عبدالصمد سليمان صالح
- الحافظ هاشم ثاني هاشم
- حاجيا خديجة غمبو هواج
- حاجيا حليمة سابو
- مالم زهرة حسن
- دكتوراه فاطمة بنت صغيره
  - وغيرهم كثير[1][5]

## المناصب التي تولاها
1. عضو لتأسيس جماعة إزالة البدعة وإقامة السنة
2. رئيس مجلس العلماء لجماعة إزالة البدعة وإقامة السنة ولاية بلاتو في الثمانينات
3. سكرتير للعلماء لجماعة إزالة البدعة وإقامة السنة سابقا
4. مدير التربية والتعليم لجماعة إزالة البدعة وإقامة السنة سابقا
5. رئيس ثاني لمجلس العلماء ولاية بلاتو سابقا
6. رئيس الفتوى والدعوة لمجلس العلماء جيغاوا نيجيريا سابقا[5]

## وفاته
توفي في مدينة كانو في رحلة علاجية - رحمه الله-، يوم الأربعاء 08/07/1438هـ  الموافق:  05/04/2017
رحمه الله وغفر له وجعل ما قدم في ميزان حسناته.